# Cerkiew Niepokalanego Poczęcia Najświętszej Maryi Panny w Budyninie
Cerkiew Niepokalanego Poczęcia Najświętszej Maryi Panny w Budyninie – dawna cerkiew greckokatolicka wybudowana w 1887 w Budyninie.
Obecnie użytkowana jako kościół filialny pw. Opieki NMP rzymskokatolickiej parafii w Machnówku.

## Historia obiektu
Pierwsza wzmianka o istnieniu cerkwi w Budyninie pochodzi z 1531. W 1762 była tu drewniana cerkiew parafialna i należała do dekanatu bełskiego. Obecna cerkiew została zbudowana w 1887, z zachowaniem tradycji dawnego budownictwa cerkiewnego, na miejscu poprzedniej. W 1946  przejęta przez kościół rzymskokatolicki. W latach 2006–2007 przeprowadzono remont świątyni i wymieniono: całkowicie blachę na kopułach i daszkach, całą stolarkę okienną zachowując formy oryginalne i słupy podtrzymujące ganek, częściowo wymieniono podłogę, zamontowano rynny i rury spustowe.

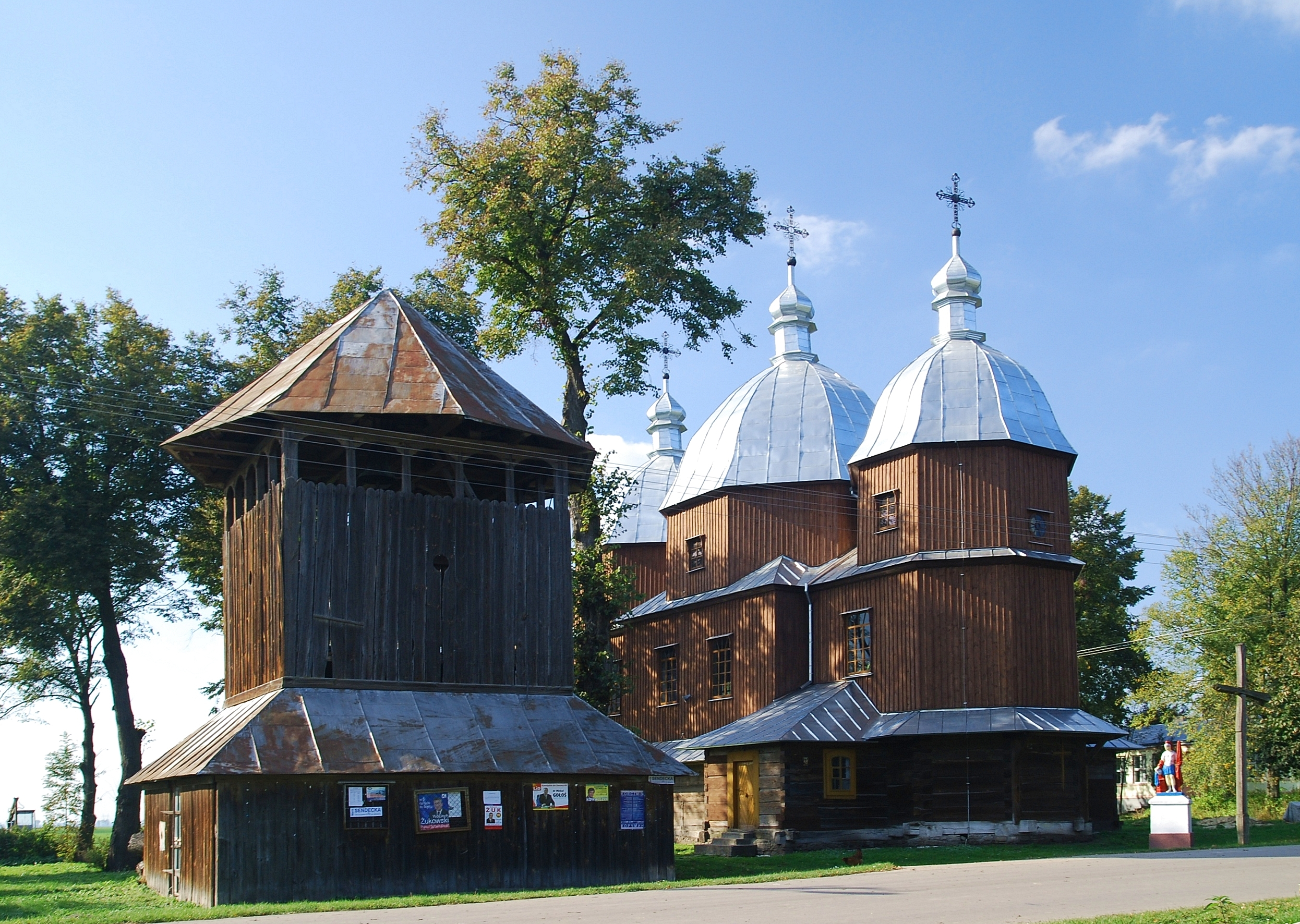
Widok od strony wschodniej
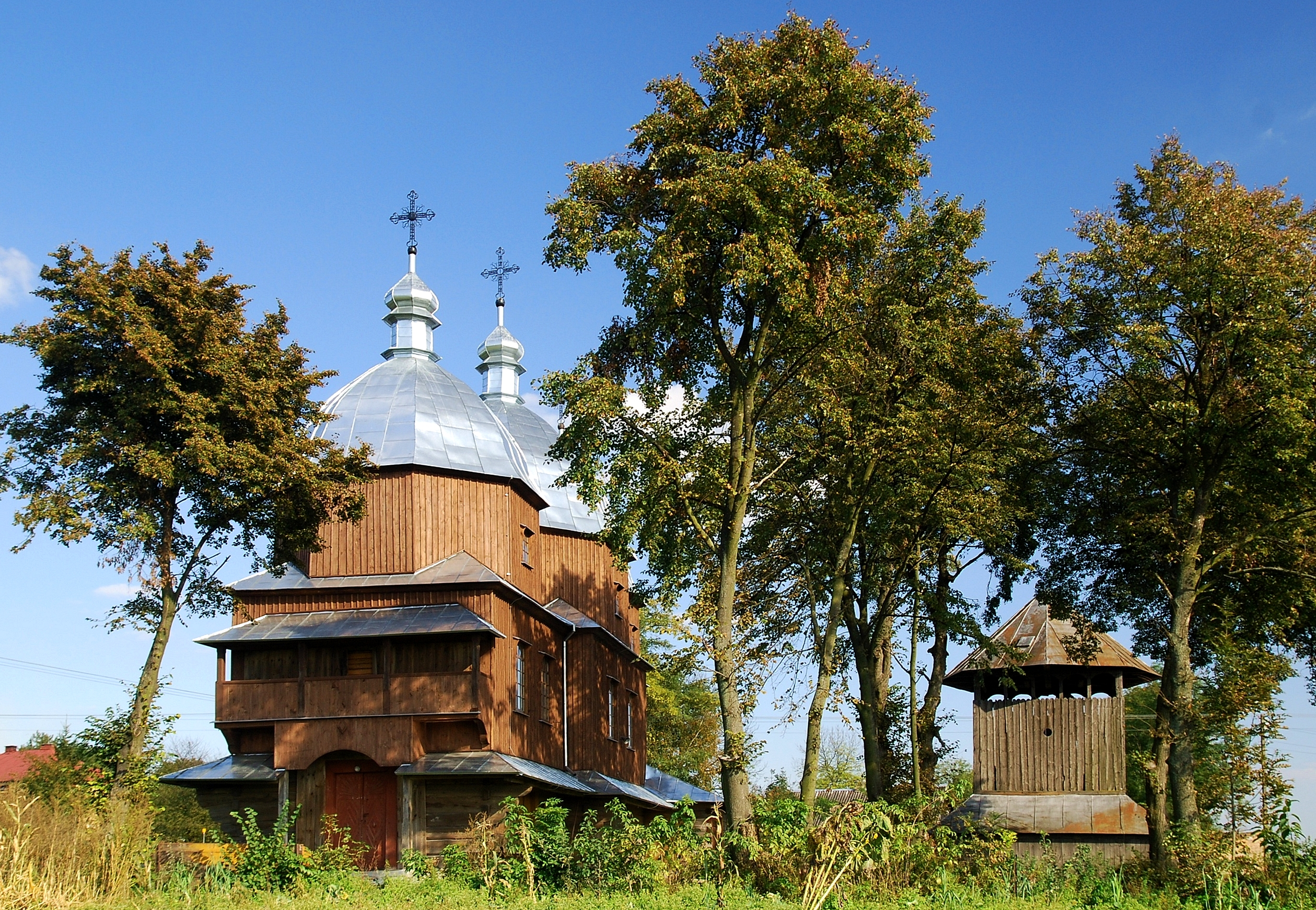
Elewacja zachodnia
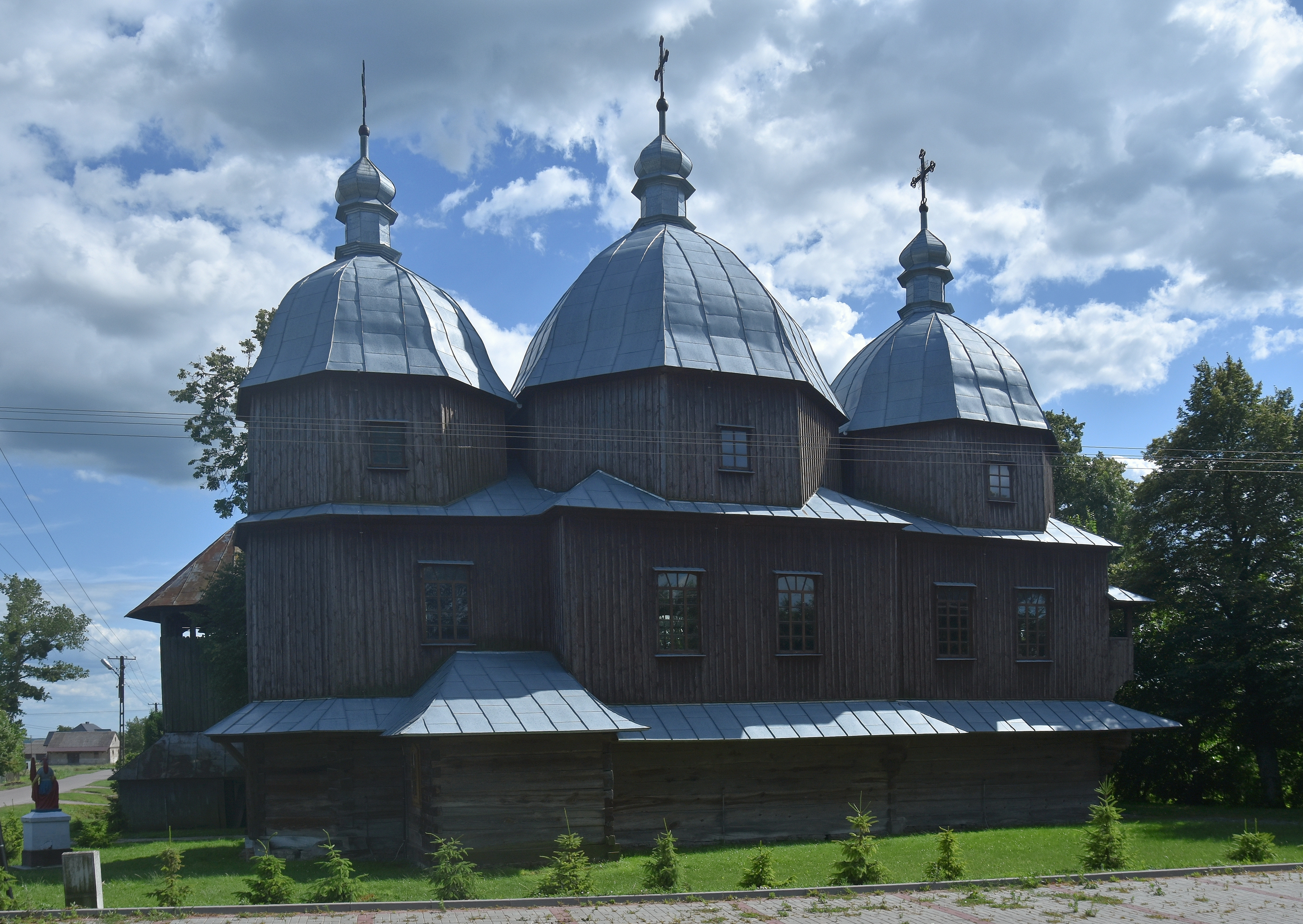
Elewacja północna

## Architektura i wyposażenie
Jest to duża cerkiew trzykopułowa, orientowana, drewniana, konstrukcji zrębowej, zwęgłowana na jaskółczy ogon, na podmurowaniu ceglanym. Bryła cerkwi jest trójdzielna: prezbiterium zamknięte trójbocznie, szersza nawa oraz węższy, równej szerokości z prezbiterium, babiniec, wszystkie kwadratowe. Do prezbiterium od strony północnej i południowej dostawiono dwie kwadratowe zakrystie. Poszczególne części przykryte są ośmiopolowymi kopułami z latarniami, a kopuły wsparte są na ośmiobocznych, wysokich tamburach. Z zewnątrz w dolnej części widoczny jest wydatny okap wsparty na występujących belkach zrębu, ponad nim ściany oszalowane są deskami. Od strony zachodniej znajduje się balkon wsparty na czterech belkach oraz podparty dwoma słupami ujmującymi otwór wejściowy, kryty daszkiem pulpitowym podtrzymanym czterema słupami. W wejściu od strony zachodniej drzwi klepkowe, nad nimi zapisana jest data budowy cerkwi. Kopuły, pulpitowe dachy nad zakrystiami i zadaszenia kryte są blachą.
Wewnątrz w kopułach znajdują się ośmiopolowe, pozorne sklepienia, w zakrystiach natomiast stropy.
Zachowała się polichromia o tradycjach barokowych, wykonana w 1892, z iluzjonistycznymi motywami architektonicznymi oraz przedstawieniami figuralnymi. Zachowały się także dwa ołtarze boczne rokokowo-ludowe z XIX wieku, z ikonami malowanymi na desce: Chrystusa Pantokratora i Matki Boskiej z Dzieciątkiem, zapewne z II połowy XVIII wieku, gruntownie przemalowanymi. Ponadto w skład wyposażenia cerkwi wchodzą ławki i stalle z przełomu XVIII i XIX wieku, przeniesione z kościoła dominikanek w Bełzie, a także pacyfikał o tradycjach barokowych, zapewne z XIX wieku. Ikona Deesis malowana na desce z I połowy XVIII wieku, mocno zniszczona, umieszczona jest na zewnętrznej ścianie zakrystii.

## Wokół cerkwi
Obok cerkwi od strony południowej stoi dzwonnica wzniesiona jednocześnie z cerkwią. Drewniana, konstrukcji ramowo-słupowej, oszalowana deskami. Czworoboczna, dwukondygnacyjna, dolna kondygnacja jest szersza, nakryta wydatnym daszkiem okapowym; w górnej części wyższej kondygnacji znajdują się arkadowe otwory dzwonowe. Dzwonnica przykryta jest dachem namiotowym, sześciopołaciowym, krytym blachą. Wewnątrz zawieszony dzwon, zapewne z XVIII w. W dzwonnicy znajdują się ponadto fragmenty ołtarzy rokokowych, mocno zniszczone, z kościoła dominikanek w Bełzie, w tym dwa obrazy Matki Boskiej z Dzieciątkiem z XIX wieku.
Tuż przy cerkwi od strony wschodniej znajduje się przydrożna figura kamienna z I połowy XIX wieku. Na czworobocznym postumencie stoi polichromowana rzeźba św. Floriana.

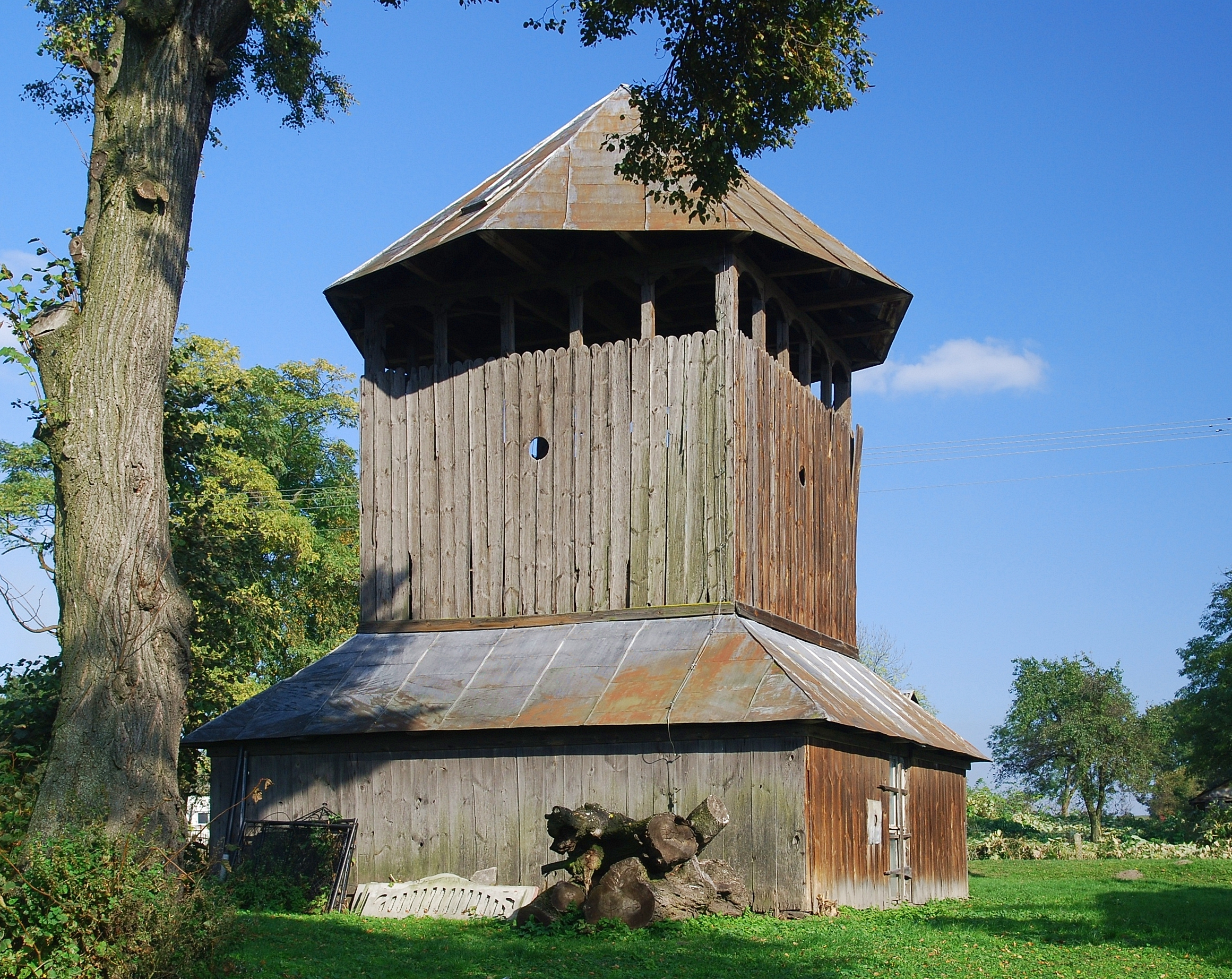
Dzwonnica
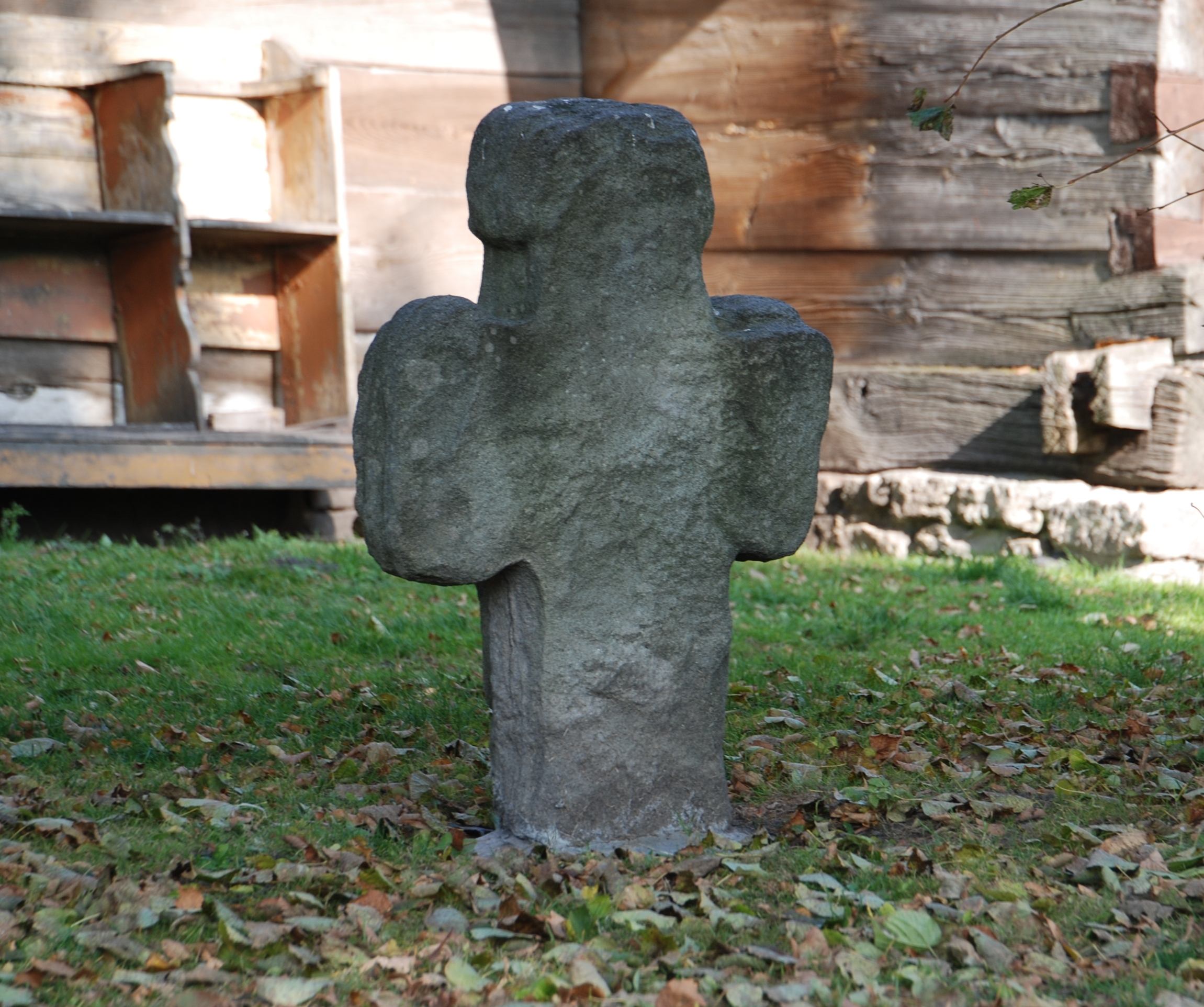
Obok świątyni
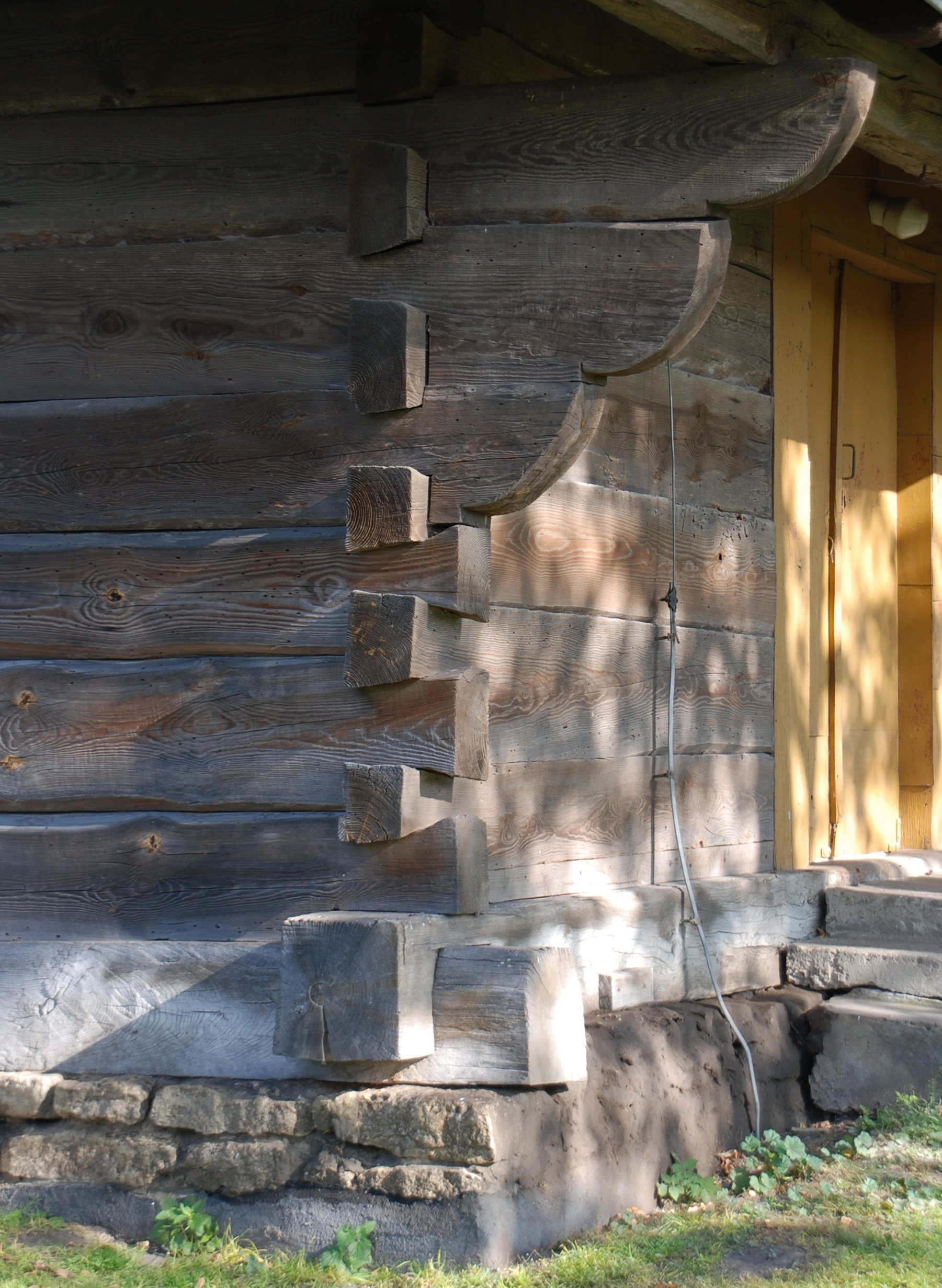
Konstrukcja ścian

## Turystyka
- Cerkiew jest obiektem na trasie Transgranicznego szlaku turystycznego Bełżec - Bełz[5].